# Nhật Ký Nancy
Nhật ký Nancy (tên gốc tiếng Anh: It Happened to Nancy: By an Anonymous Teenager) là một câu chuyện có thật của một thiếu nữ 14 tuổi bị nhiễm HIV và qua đời sau đó 2 năm. Quyển nhật ký này do chính Nancy - nhân vật chính viết trong suốt thời gian cô nhiễm bệnh; và được Tiến sĩ Beatrice Sparks biên tập lại. Sách được phát hành tại Hoa Kỳ lần đầu năm 1994.
Beatrice Sparks sinh sống ở Goldburg, Idaho. Sau khi tham dự Đại học California tại Los Angeles và Đại học Brigham Young, bà bắt đầu làm việc cùng thanh thiếu niên từ năm 1955. Bà đã làm việc như một bác sĩ chuyên khoa về âm nhạc tại tiểu bang Utah, bệnh viện tâm thần và giảng dạy các khóa học giáo dục thường xuyên tại Đại học Brigham Young.
Quyển sách "Nhật ký Nancy" được Beatrice Sparks biên tập lại dựa trên những gì mà Nancy viết trong cuốn nhật ký của mình và ghi tên là thuật lại theo 1 tác giả vô danh là Jamie Brown.
Trên trang đầu, sách có lời đề tặng: "Thân tặng tất cả các bạn trẻ nghĩ rằng bệnh AIDS không bao giờ xảy đến với mình" tương tự như những dòng nhật ký cuối cùng mà cô bé viết ngày 10 tháng 4, 2 ngày trước khi chết: "Hi vọng không bao giờ có một ai khác nữa, ngoài mình ra". Trên bia mộ cô bé cũng có một dòng như thế được khắc lại: "Sẽ không bao giờ có một Nancy khác".
Tại Việt Nam, truyện do Trần Hữu Kham dịch và nhà xuất bản Trẻ phát hành lần đầu năm 2006, tái bản năm 2008.

## Nội dung
Nancy là một cô bé chỉ vừa tròn 14 tuổi ngây thơ và trong sáng. Cô chưa biết gì về tình yêu cả cho tới một ngày kia cô tình cờ gặp chàng trai tên là Collin trong rạp hát và kể từ ấy trái tim cô đã biết rung động. Sau ngày định mệnh ấy, đôi lần hẹn hò đã nhanh chóng gắn kết Nancy cùng Collin. Để rồi, trong một buổi tối mời Collin đến nhà chơi nhân lúc mẹ cô đi vắng, do thiếu kiểm soát tình cảm, cô đã bị hắn hãm hiếp. Và rồi cũng từ ấy, cô sống trong những tháng ngày đau khổ nhất của cuộc đời.
Trinh tiết bị cưỡng đoạt và lại bị Collin ruồng bỏ một cách bất ngờ, Nancy dần lâm vào bế tắc và khủng hoảng. Tưởng chừng cô sẽ dần quên được nỗi đau ấy, nhưng số phận lại trớ trêu là cô đã bị mắc căn bệnh thế kỷ: Bệnh liệt kháng AIDS.
Bước vào cuộc chiến chống lại với AIDS với bao nỗi kì thị và xa lánh của người xung quanh. Nhưng Nancy vẫn luôn bộc lộ phẩm chất tốt đẹp của mình là không đầu hàng trước số phận và luôn tìm cách để phòng chống, bảo vệ người xung quanh...
Cuộc chiến chống lại căn bệnh AIDS của Nancy càng trở nên bi thảm hơn bởi thể chất của cô vốn đã yếu. Chỉ vỏn vẹn 2 năm sau cái đêm kinh hoàng ấy, Nancy đã lặng lẽ qua đời trong giấc ngủ. Dù sao đi nữa, Nancy vẫn luôn là một cô gái tốt, đến tận cuối cuộc đời của mình, cô vẫn luôn tỏ ra sống có ích với mọi người và vẫn khao khát tình yêu đối với cuộc sống. Và đây chính là vẻ đẹp trong tâm hồn của cô.